# Turó d'Estiuella
El Turó d'Estiuella és una muntanya de 956 metres que es troba al municipi de Ripoll, a la comarca del Ripollès.